# Wikstroemia monnula
Wikstroemia monnula är en tibastväxtart som beskrevs av Henry Fletcher Hance. Wikstroemia monnula ingår i släktet Wikstroemia och familjen tibastväxter. Utöver nominatformen finns också underarten W. m. xiningensis.